# Grégoire Laourou
Grégoire Laourou est une personnalité politiquedu Bénin. Il est élu plusieurs fois député et ministre dans le gouvernement de Mathieu Kérékou.

## Biographie
Grégoire Laourou est une personnalité politique originaire de Bantè.

## Carrière
Grégoire Laourou est élu député de la 5e à la 6e législature du Bénin. Il entre dans le gouvernement de Mathieu Kérékou en tant que de ministre des finances et de l'économie. Il est élu député en 2007 et 2011 où il est président de la commission des finances,,,,.